# Rheumaptera hastata
Rheumaptera hastata are day flying bướm đêm of the Geometridae, với màu sắc trắng đen khác biệt. Chúng thường sinh sống ở các vùng đất ngập nước và sườn đồi. Ấu sống quần cư trong lá của cây chủ.

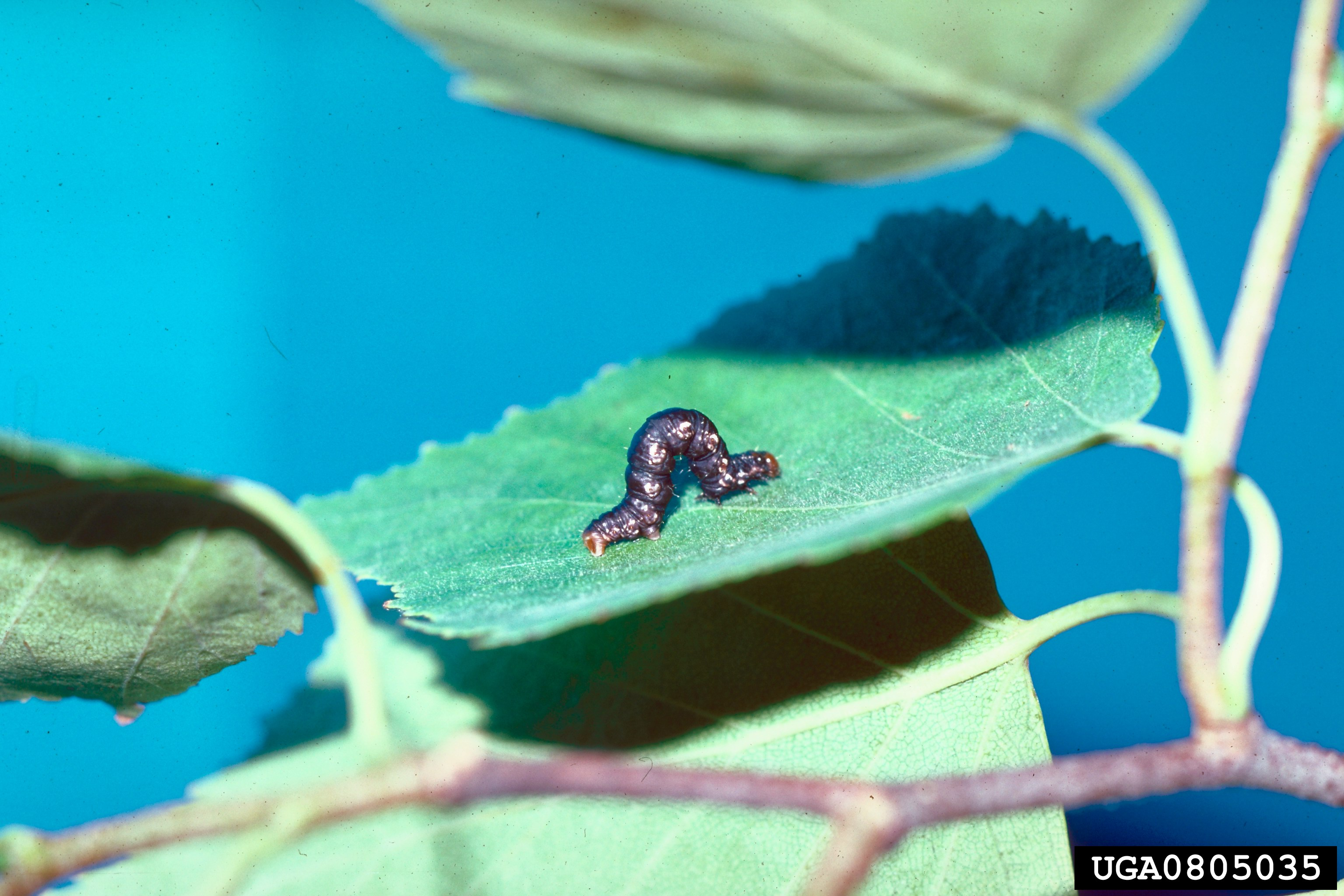
Sâu bướm

## Hình ảnh

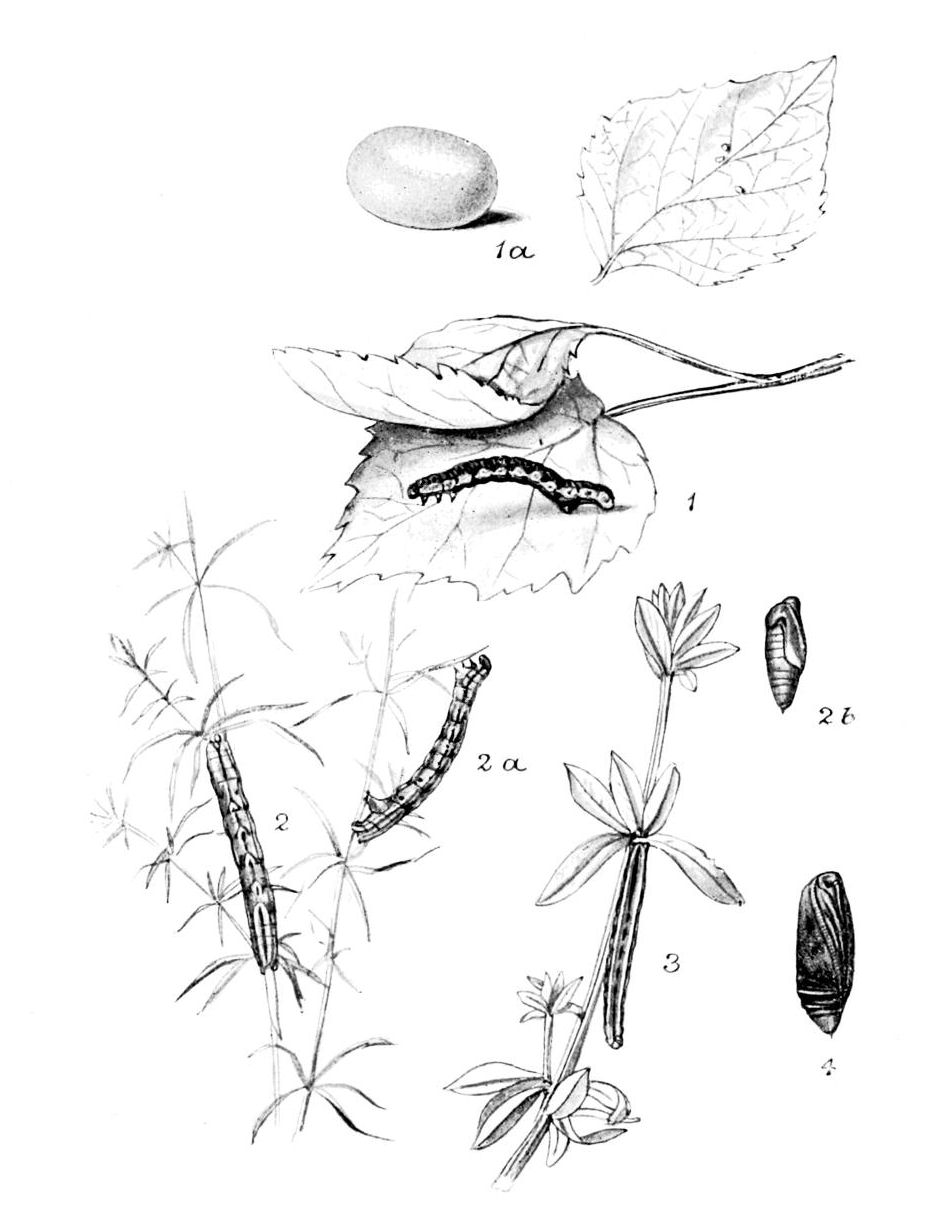
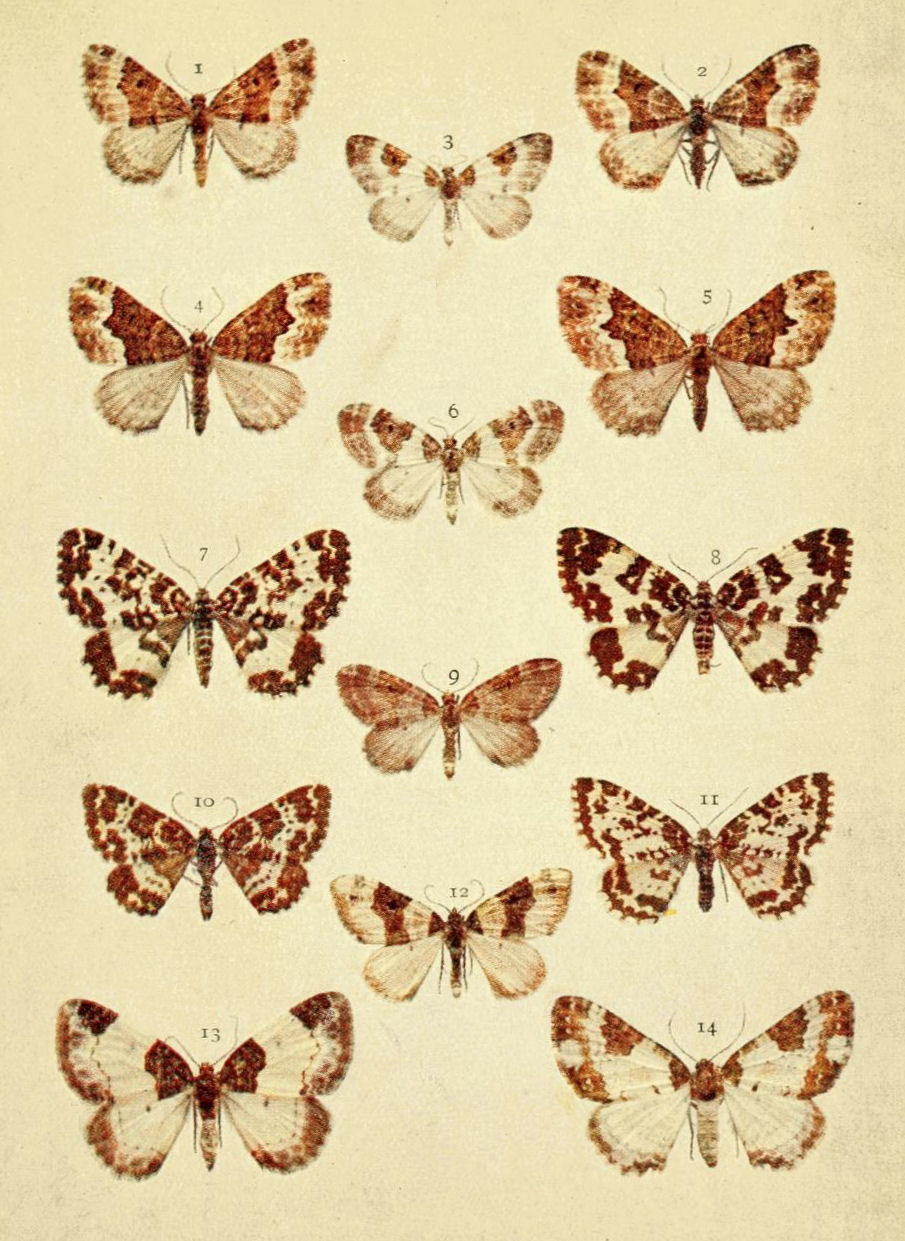
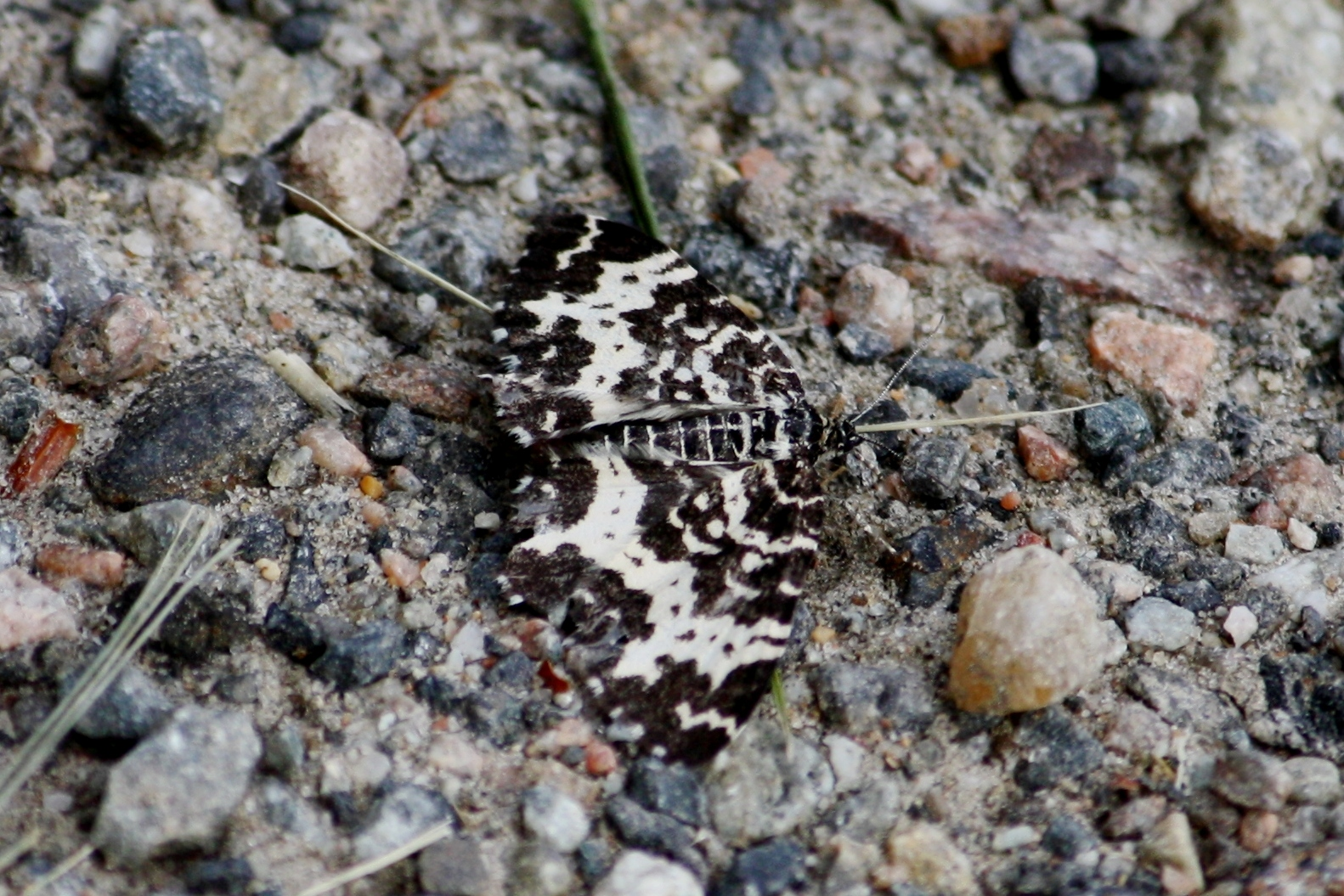
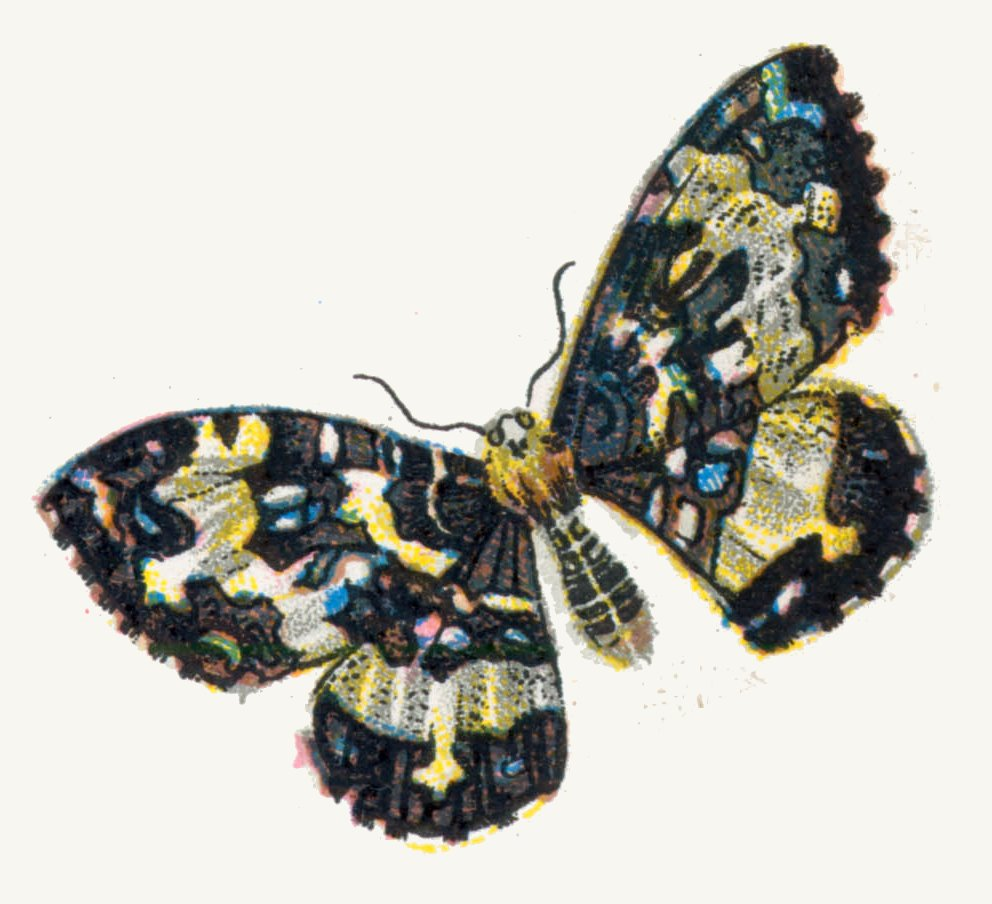